# (34041) 2000 OD31
2000 OD31 (asteroide 34041) é um asteroide da cintura principal. Possui uma excentricidade de 0.17156030 e uma inclinação de 13.64923º.
Este asteroide foi descoberto no dia 30 de julho de 2000 por LINEAR em Socorro.